# Житонино
Житонино — деревня в городском округе Шаховская Московской области.

## Население
| 1859 | 1926 | 2002 | 2006 | 2010 |
| ---- | ---- | ---- | ---- | ---- |
| 315  | ↘209 | ↘126 | ↗143 | ↘136 |

## География
Деревня расположена в юго-восточной части округа, примерно в 13 км к юго-востоку от райцентра Шаховская, у запруженного истока безымянного ручья, левого притока Рузы, высота центра над уровнем моря 237 м. Ближайшие населённые пункты — Шляково на противоположном берегу пруда, Городище в 1,3 км на северо-восток и Максимково в 1 км на юго-запад.
В деревне имеется Новая улица.
В деревню заезжают автобусы № 44 и 50, следующие до райцентра.

## Исторические сведения
В 1769 году сельцо Житонино было центром владения Коллегии экономии (ранее — Новодевичьего монастыря), относившегося к Хованскому стану Рузского уезда Московской губернии.
В середине XIX века деревня относилась ко 2-му стану Можайского уезда и принадлежала Департаменту государственных имуществ. В деревне было 35 дворов, 139 душ мужского пола и 150 душ женского.
В «Списке населённых мест» 1862 года — казённая деревня 2-го стана Можайского уезда Московской губернии по правую сторону Волоколамского тракта из города Можайска, в 50 верстах от уездного города, при речке Житахе, с 36 дворами и 315 жителями (156 мужчин, 159 женщин).
По данным на 1890 год входила в состав Канаевской волости, число душ мужского пола составляло 149 человек.
В 1913 году — 65 дворов и земское училище.
В 1917 году Канаевская волость была присоединена к Волоколамскому уезду, а в 1924 году ликвидирована согласно постановлению президиума Моссовета, и деревня была включена в состав Серединской волости.
По материалам Всесоюзной переписи населения 1926 года — центр Житонинского сельсовета, проживало 209 человек (86 мужчин, 123 женщины), насчитывалось 49 хозяйств (47 крестьянских), имелась школа.
С 1929 года — населённый пункт в составе Шаховского района Московской области.
1994—2006 гг. — деревня Серединского сельского округа Шаховского района.
2006—2015 гг. — деревня сельского поселения Серединское Шаховского района.
2015 г. — н. в. — деревня городского округа Шаховская Московской области.